# Lois du futsal
Les lois du futsal sont les règles du futsal rédigées en 1933 par Juan Carlos Ceriani Gravier et actualisées en 1956 par Habid Maphuz et Luiz Gonzaga de Oliveira Fernandes. Le futsal étant régi par deux fédérations internationales différentes, deux versions des lois du jeu existent avec des divergences sur des éléments précis.
La FIFA communique dix-sept lois du jeu, sur le modèle des règles du football.

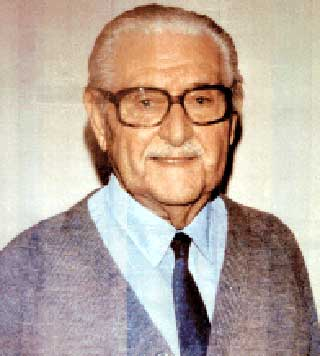
Juan Carlos Ceriani Gravier invente le futsal et en rédige les premières règles en 1933.

## Histoire

### Règles initiales de Ceriani (1933)
En 1930, Juan Carlos Ceriani Gravier profite[pas clair] de la première Coupe du monde de football tenue en Uruguay pour introduire[Où ?] la pratique du football dans les écoles[Lesquelles ?][source insuffisante]. Mais celles-ci ne possèdent pas l'espace suffisant pour tracer des terrains de football[source insuffisante]. Il utilise alors ceux de basket-ball présents dans quasiment tous les établissements scolaires[source insuffisante].
Ceriani fait jouer sur une surface comprise entre un terrain de basket-ball et de handball, dont la zone des six mètres est la zone de penalty[source insuffisante]. Il pense à une balle spécifique, qui rebondit moins qu'un ballon de football, probablement[évasif] une balle de base-ball recouverte de matière végétale[source insuffisante]. Elle devient par la suite d'une circonférence entre 55 et 60 centimètres et d'un poids de 350 grammes[source insuffisante]. Un match dure alors deux fois vingt minutes[source insuffisante].
En 1933, Ceriani publie[Où ?] les premières règles du jeu du fútbol de salón[source insuffisante]. Elles amalgament celles du basket-ball, du handball, du water-polo et du football[source insuffisante]. On y joue par équipe de cinq, six et même sept joueurs sur un terrain de 26x12 mètres avec des buts de 4x2 mètres[source insuffisante].Les règles initiales de 1933[réf. nécessaire] de l'Indoor-foot-ball parlent de six joueurs contre six[source insuffisante].
Une variante brésilienne voit alors le jour[Quand ?] et se joue pieds nus avec une balle appelée bola pesada, la balle lourde[source insuffisante]. Elle est constituée de sciure de bois, d'épluchure de légumes ou de granulés de liège[source insuffisante].

### Règles revisitées (1956)
Habid Maphuz, futur premier président de la Federação Paulista de Futebol de Salão, et Luiz Gonzaga de Oliveira Fernandes, actualisent, publient et distribuent les règles du jeu réunissant les deux versions[source insuffisante]. Les compétitions qui s'organisent dans tout le Brésil nécessitent des règles unifiées. Luiz Gonzaga écrit seul un nouveau livre[réf. nécessaire] sur les règles appliquées à São Paulo, considérées[Par qui ?] comme les premières fiables[évasif] et leur publication[Où ?][Quand ?] met ainsi un terme aux différentes versions dans chaque ville[source insuffisante],,[source insuffisante], sous la forme d’un livre portant le titre de « Règles brésiliennes du futebol de salão »[source insuffisante].
Outre ce travail d'unification, elles prennent en compte les évolutions techniques dans le domaine des sports et notamment la fabrication industrielle des ballons de futsal (normalisation de la taille, du poids et des hauteurs de rebond)[réf. nécessaire]. Elles précisent de nouvelles dispositions, comme la limitation à cinq joueurs de champ, sans modifier toutefois les principes fondamentaux établis dans la première version écrite de Juan Carlos Ceriani Gravier en septembre 1933[source insuffisante]. À partir de 1956, ce sont les « Règles brésiliennes du futebol de salão », qui sont diffusées dans tous les États brésiliens et adoptées postérieurement par les autres pays sud-américains[source insuffisante] (puis par la FIFUSA en 1971).

## Lois du futsal FIFA

Terrain de futsal.

### Loi 1 - terrain
Un terrain de futsal mesure environ 40 m de long sur 20 m de large,, équivalent au terrain de handball,. La longueur doit être au minimum de 25 mètres (38 mètres pour les matchs internationaux) et ne doit pas excéder 42 mètres,. La largeur, quant à elle, doit être au minimum de 15 mètres (18 mètres pour les matches internationaux) et ne doit pas excéder 25 mètres,.
Le futsal peut autant de jouer sur en intérieur sur un parquet ou du PVC, qu'en extérieur sur du bitume ou ciment.
Le but mesure trois mètres sur deux,.

### Loi 2 - ballon

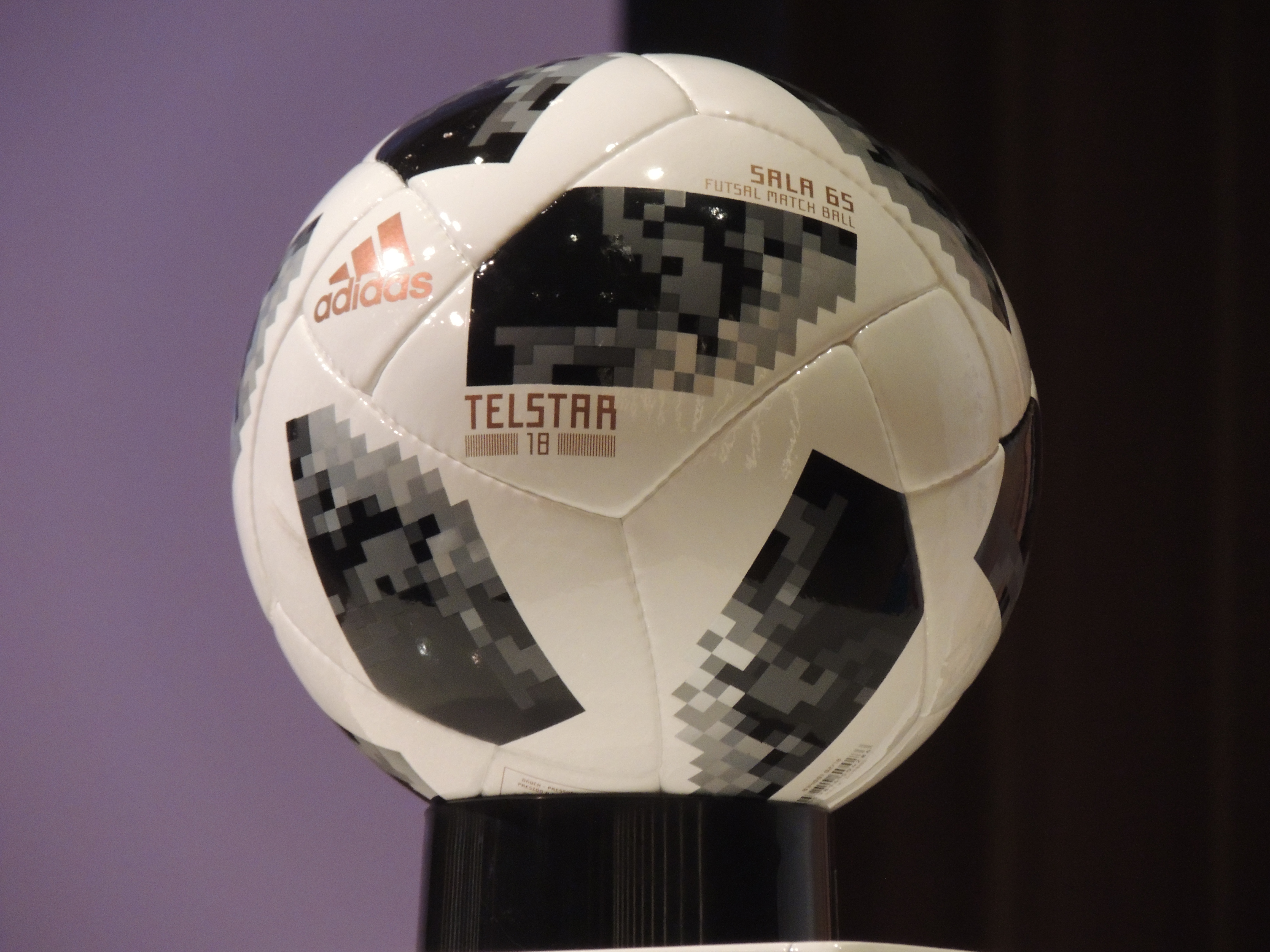
Ballon utilisé lors des Jeux olympiques de la jeunesse de 2018.

Le futsal se joue avec un ballon qui rebondit moins qu’un ballon de football,, remplis de ouate de rembourrage.
Il doit être en cuir ou de toute autre matière adaptée. Sa circonférence doit osciller entre 62 cm et 64 cm. Sa masse ne doit pas varier au-delà de 440 grammes et être au moins de 400 grammes au coup d'envoi du match. La pression du ballon doit être de l'ordre de 400-600 g/cm2.

### Lois 3 et 4 - joueurs et équipements

Positionnement par défaut des joueurs.

Les matchs se jouent entre deux équipes composées de cinq joueurs dont un gardien de but,,. L'équipe peut compter jusqu'à sept ou neuf remplaçants, dont les permutations sont illimitées durant la rencontre. Un joueur peut rentrer et sortir du terrain autant de fois qu'il le souhaite durant le match. Les remplacements peuvent être effectués à n'importe quel moment du jeu à condition que le joueur sortant doit être complètement sorti du terrain pour que le nouveau joueur puisse y entrer.
Un joueur est exclu après deux cartons jaunes ou un carton rouge direct, et il ne participe pas à la suite de la rencontre. Après une expulsion, l’équipe pénalisée peut remplacer le joueur expulsé après deux minutes de pénalités, lors desquelles elle joue avec un joueur de moins. Si elle encaisse un but pendant cette infériorité numérique, le remplaçant peut alors entrer avant la fin des deux minutes.
Un joueur peut entrer à la place du gardien de but à condition de porter un maillot avec une couleur différente de celle du gardien et des autres coéquipiers.

### Lois 5 et 6 - arbitrage
Le match se dispute sous le contrôle de deux arbitres positionnés le long des deux lignes de touche.
Quatre arbitres sont nécessaires à l'encadrement d'une rencontre :
- l'arbitre,
- le deuxième arbitre,
- le troisième arbitre (assistant qui comptabilise et note les évènements du match tels que buts, fautes...),
- le chronométreur (assistant qui gère le temps, arrête et redémarre le chronomètre dès que c'est nécessaire).

### Loi 7 - durée du match
Le match se dispute en deux mi-temps de 20 minutes chacune en temps effectif. C'est-à-dire que le chronomètre est arrêté dès que le ballon se trouve hors du terrain ou que le match est interrompu. Il est de nouveau enclenché seulement après la reprise du jeu. Lorsqu'il n'est pas possible d'arrêter le chronomètre, la rencontre se déroule en deux mi-temps de 25 minutes chacune. Une pause de quinze minutes a lieu entre les deux périodes.
Les éventuelles prolongations durent 2x5 minutes effectives avec séance de cinq tirs au but si le score est toujours de parité.
Les équipes ont droit à une minute de temps mort non-cumulable, dans chacune des deux périodes à demander lorsque l'équipe est en possession du ballon. Aucun temps mort n'est autorisé pendant les prolongations.

### Lois 8, 9 et 11 - reprises du jeu et ballon en jeu ou non
Les rentrées de touche latérale et de coin s'effectuent au pied,. Le but direct n'est pas valable. Les joueurs ont 4 secondes pour remettre le ballon en jeu : relance du gardien, coup franc, remise en jeu latérale (touche) ou remise en jeu de coin (corner).
Si le ballon touche le plafond alors qu’il est en jeu, le jeu reprend par une rentrée de touche accordée à l’équipe adverse du joueur qui a touché le ballon en dernier. La rentrée de touche est exécutée sur la ligne de touche, au point le plus proche de l’endroit au-dessus duquel le ballon a touché le plafond.
Il n'y a pas de hors jeu en futsal,.

### Loi 10 - issue d'un match
L’équipe qui aura marqué le plus grand nombre de buts pendant le match remporte la victoire. Quand les deux équipes marquent le même nombre de buts ou ne marquent aucun but, le match est déclaré nul. Un but est marqué quand le ballon a entièrement franchi la ligne de but entre les poteaux et sous la barre transversale, sous réserve qu’aucune faute ou infraction aux lois du jeu n’ait été commise par l’équipe ayant marqué le but.
Si le gardien de but envoie le ballon directement de la main dans le but de l’équipe adverse, un coup de pied de but est accordé à cette dernière. Si l’arbitre accorde un but avant que le ballon ait entièrement franchi la ligne de but, le match devra reprendre par une balle à terre.

### Loi 12 - fautes
Le gardien de but a seulement le droit de recevoir le ballon une fois par possession. Précisément, après un dégagement, le gardien ne peut pas retoucher le ballon jusqu’à ce qu’il soit dans le camp adverse ou qu’il soit touché par un adversaire. Une faute sera attribuée à une équipe qui remet le ballon plus d'une fois dans la même possession à son gardien de but.
Les joueurs disposent de quatre secondes pour effectuer les remises en jeu et coups de pied arrêtés. De même, le gardien de but a quatre secondes pour effectuer une passe.

### Lois 13 à 17 - coups de pied arrêtés

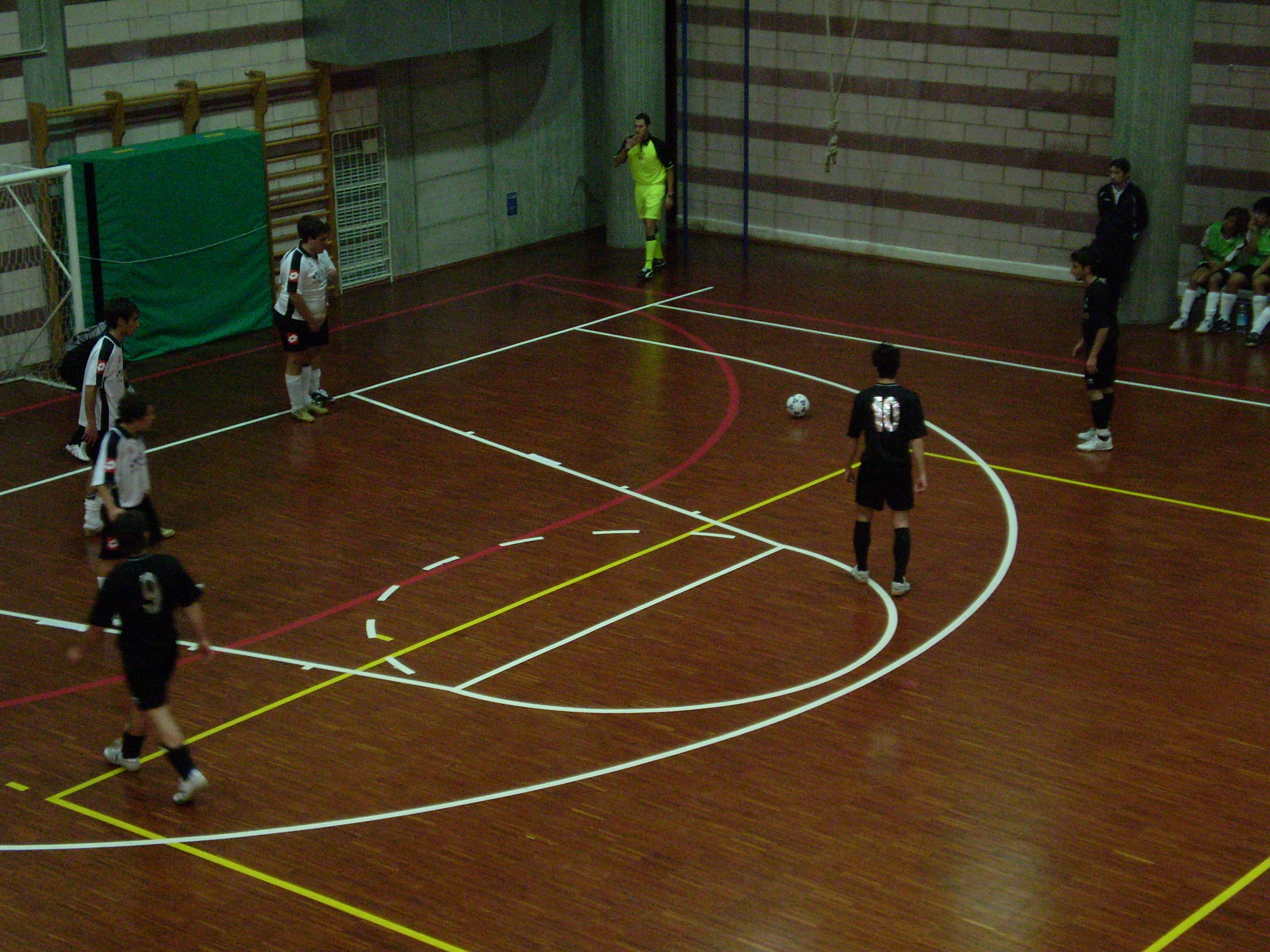
Coup franc en passe d'être tiré.

Pour chaque mi-temps, l’ensemble des fautes commises par une équipe et sanctionnées par un coup franc ou un penalty sont additionnées. Après cinq fautes cumulées, chaque faute supplémentaire est sanctionnée par un jet-franc à 10 mètres du but adverse,. Les fautes sont remises à zéro à la mi-temps, mais celles commises en seconde période comptent lors d’éventuelles prolongations.
Les sorties de but doivent impérativement être faites à la main par le gardien. Un éventuel but direct de la main n'est pas valable.

## Différences FIFA-AMF
Les rentrées de touche latérale et de coin s'effectuent au pied pour les règles FIFA et à la main pour celles de l'AMF. Le but direct n'est pas valable.
Le tacle glissé et la charge pour essayer de déséquilibrer son adversaire sont strictement interdits (règles AMF).
Les joueurs ont 4 secondes (règles FIFA) / 5 secondes (règles AMF) pour remettre le ballon en jeu : relance du gardien, coup franc, remise en jeu latérale (touche) ou remise en jeu de coin (corner).